# برج مياه برينزلوير بيرغ

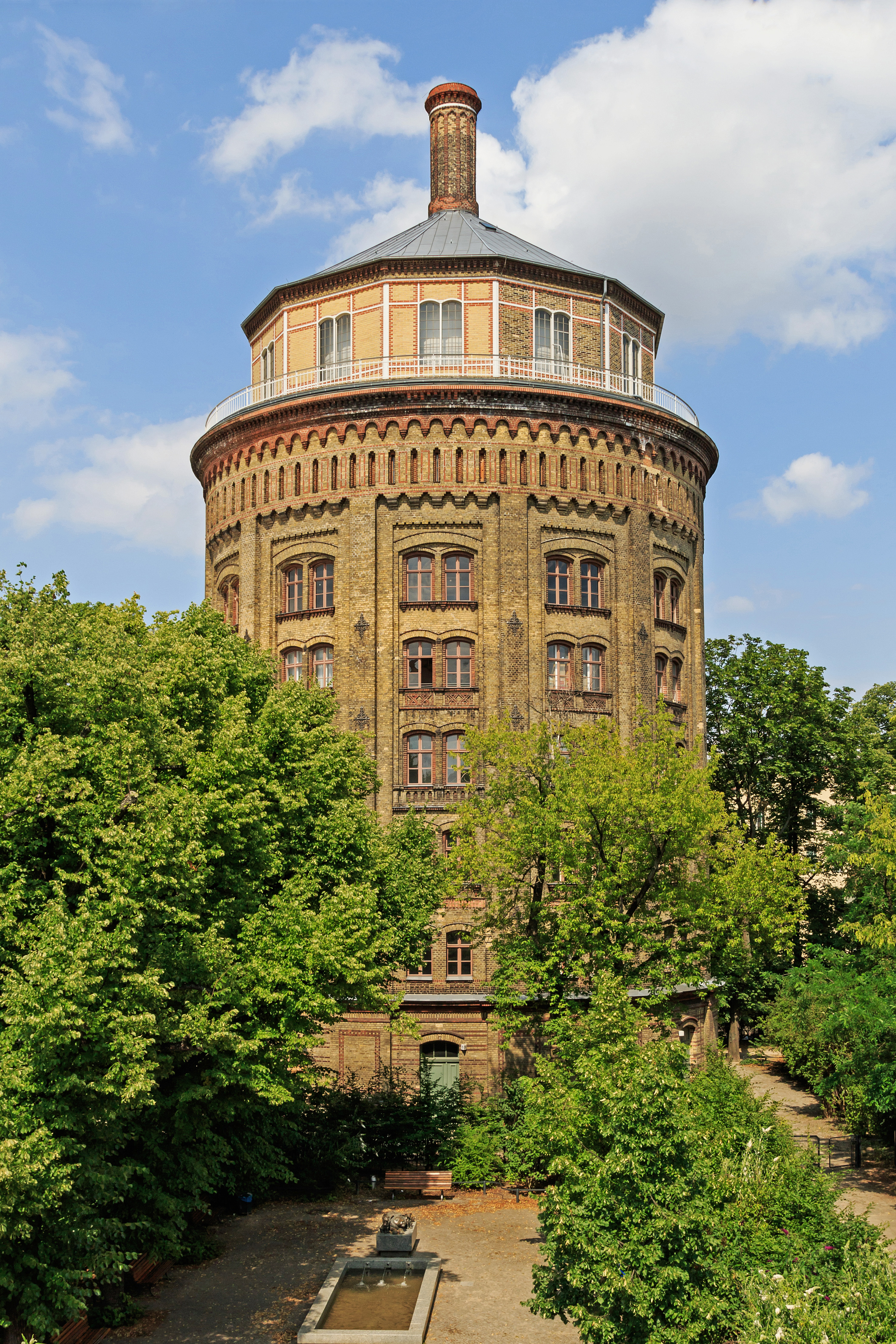
برج المياه برينزلوير بيرغ

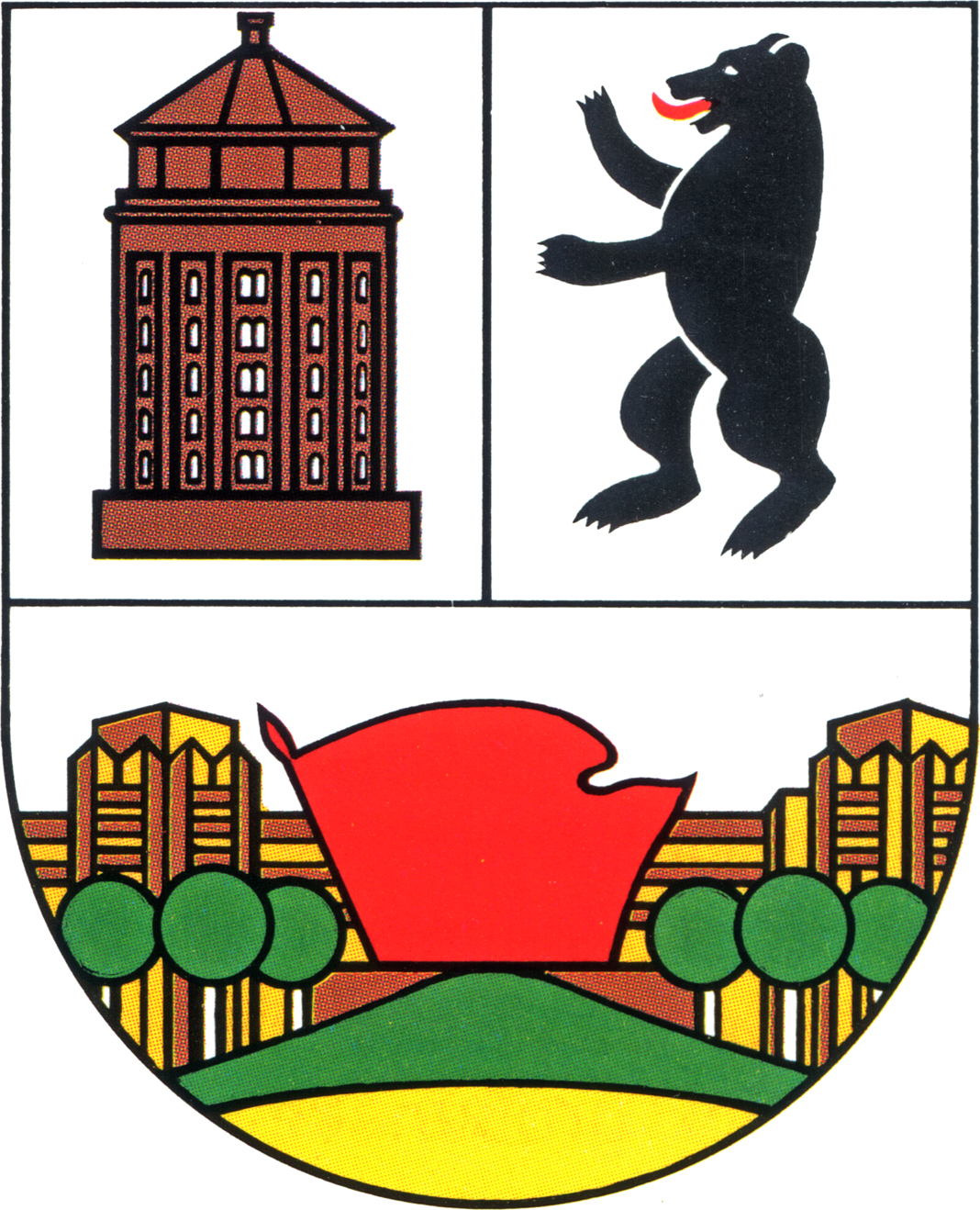
شعار النبالة لمنطقة برينزلوير بيرغ من عام 1987

برج المياه في برينزلوير بيرغ "Wasserturm Prenzlauer Berg" هو أقدم برج مياه في برلين، تم الإنتهاء من بناءه في عام 1877 وظل يستخدم حتى عام 1952. البرج يقع بين شارع كناك Knaackstraße وشارع بيلفورتير Belforter Straße في ميدان كولفيتز Kollwitzplatz في منطقة برينزلوير بيرغ التابع لبلدية بانكو Bezirk Pankow في برلين، حيث يعمل على مبدأ الأواني المستطرقة لتوفير سريع للطلب المتزايد للمياه في منطقة العمال السابقة. تحت خزان المياه توجد منازل عمال تشغيل البرج: هذه الشقق هي الآن معلم من معالم برينزلوير بيرغ Prenzlauer Berges وهي لحد اليوم مسكونة وعليها طلب كبير. كرمز، كان جزءًا من شعار الحي من 1920 إلى 1987 و1987 إلى 1992.
→ المقال الرئيسي Wasserturmplatz

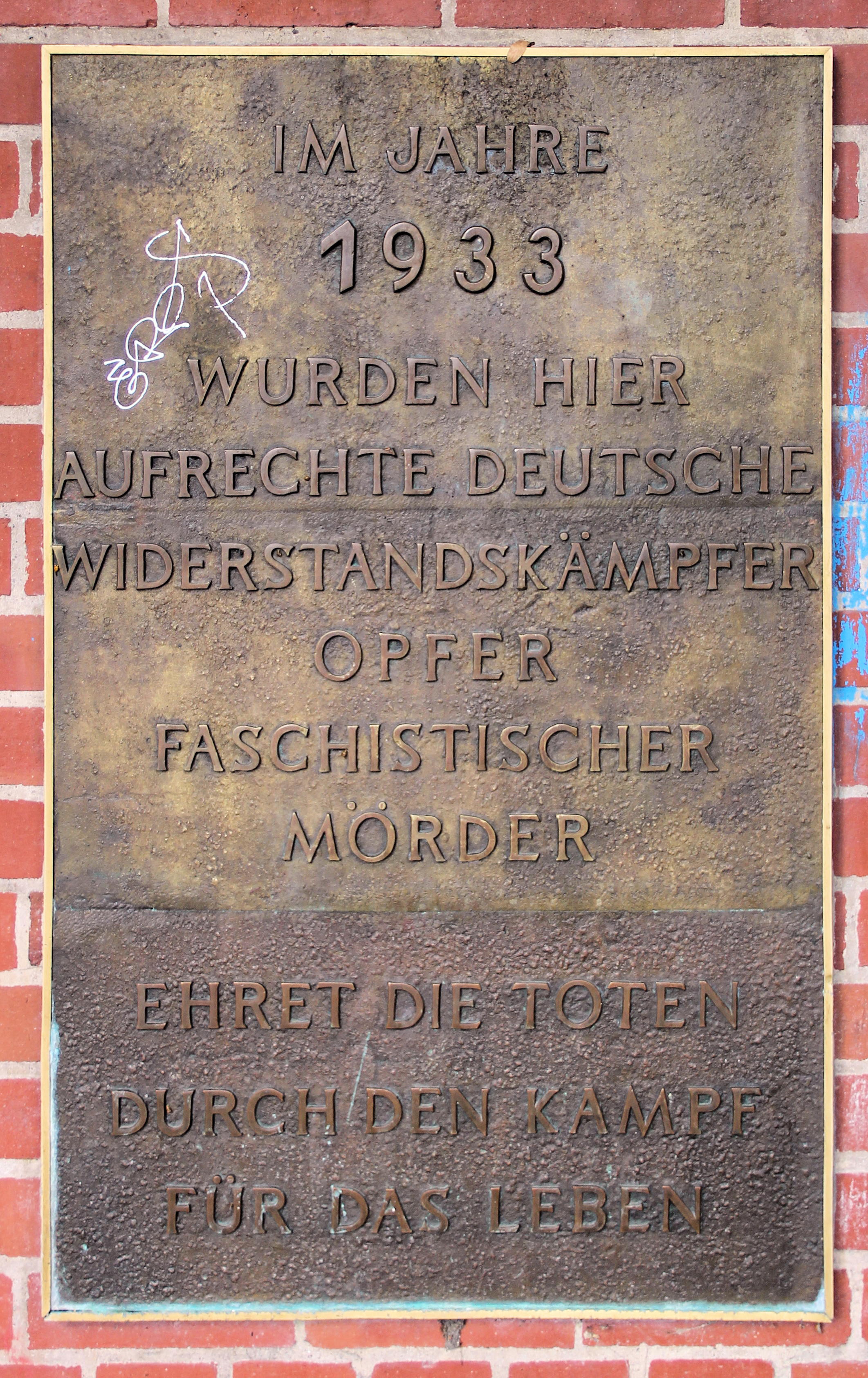
لوحة تذكارية للذكرى التي كان فيها برج المياه معسكر اعتقال.

بعد أن أستولى القوميون الإشتراكيون «النازيون» على الحكم أستخدم برج المياه كبناء لإستيعاب الآلات الكبيرة، وإستخدمتها كتيبة الصاعقة في مطلع عام 1933 كمعسكر إعتقال لليهود والشيوعيون وغيرهم ممن كانوا معارضين ضد الفكر الحاكم آنذاك حيث قتلوا دون محاكمة. وعن هذه الجرائم يوجد حائط تذكاري منذ عام 1981 في منطقة ساحة البرج. منذ يونيو/حزيران 1933 تم إعادة تحويل البرج إلى معسكر إعتقال لكتيبة الصاعقة. في عام 1877 تم تشييد وإنشاء 1000 متر مربع كبناء للآلات، حيث إستخدمتها كتيبة الصاعقة كمطعم وغرفة استراحة، غرفة الآلة أستخدمة كمهجع «صالة نوم». في خريف عام 1934، تم إغلاق استراحة كتيبة الصاعقة وبدأ إعادة تطوير الموقع إلى منطقة خضراء عامة. وفي سياق هذا التدبير تم في عام 1935 تفجير ونسف غرفة الآلة. تم إفتتاح المنطقة الخضراء بنجاح في يونيو/حزيران 1935. موقع غرفة الآلة، اليوم هو منطقة للعب.

## المؤلفات
- جينس شميت: أبراج المياه في برلين. عاصمة ابراج المياه. ريجيا فيرلاج، كوتبوس 2010، ISBN 978-3-86929-032-4 .

## روابط إنترنت
- Eintrag in der Berliner Landesdenkmalliste
- Bernd Wähner (25 Mar 2018). "Vom Wasserwerk zur Naherholung". Berliner Woche (بde-DE).{{استشهاد ويب}}:  صيانة الاستشهاد: لغة غير مدعومة (link)